# Жеравино (Ћустендил)
Жеравино је село у Бугарској, у општини Ћустендил у Ћустендилској области. Према попису из 2021. у селу је живео 1 становник.
Након Првог светског рата, пређашње село Жеравино је подељено између Србије и Бугарске. Српски део насеља се налази у општини Босилеград у Пчињском округу.